# Ряпукс
Ряпукс — пресноводное озеро на территории Амбарнского сельского поселения Лоухского района Республики Карелии.

## Общие сведения
Площадь озера — 1,7 км². Располагается на высоте 87,2 м над уровнем моря.
Форма озера лопастная, подковообразная. Берега каменисто-песчаные, местами заболоченные.
Из северо-восточного залива озера вытекает безымянный водоток, который, протекая озеро Бедное, впадает в озеро Нижнее Вехкозеро. Через последнее течёт река Домашняя, впадающая в Лоухское озеро, из которого берёт начало река Луокса, приток реки Керети, впадающей, в свою очередь, в Белое море.
На восточном берегу располагается нежилая деревня Ряпусозеро.
К западу от озера проходит линия железной дороги Санкт-Петербург — Мурманск.
Код объекта в государственном водном реестре — 02020000711102000002613.